# Diocèse de Wau
Le diocèse de Wau est une juridiction de l'Église catholique romaine au Soudan du Sud. Il est suffragant de l'archidiocèse de Djouba. Le siège épiscopal est occupé  depuis le 18 novembre 2020 par Mgr Matthew Remijio Adam Gbitiku, M.C.C.I.